# Micragrella sanguiceps
Micragrella sanguiceps är en fjärilsart som beskrevs av George Francis Hampson 1898. Micragrella sanguiceps ingår i släktet Micragrella och familjen björnspinnare. Inga underarter finns listade i Catalogue of Life.